# Língua dhuwal
Dhuwal (Dual, Duala é uma das línguas faladas pelos aborígenes australianos no Território do Norte, na Austrália. Embora todas as línguas Yolŋu sejam mutuamente inteligíveis até certo ponto, Dhuwal representa um dialeto contínuo distinto com oito variedades separadas, faladas por etnias como Daii, Dhuwal, Dhuwala, Makarrwanhalmirr

## Dialetos
Os dialetos do grupo Yirritja são (a) Gupapuyngu e Gumatj; os da porção Dhuwa são (b) Djambarrpuyngu, Djapu, Liyagalawumirr e Guyamirlili (Gwijamil). Além disso, parece que os dialetos Dhay'yi (Dayi), (a) Dhalwangu e (b) Djarrwark, fazem parte do mesmo idioma.
 Etnólogo  divide Dhuwal em quatro idiomas, mais Dayi e a variedade de contatos Dhuwaya:
- Dhuwal propriamente dito, Datiwuy, Dhuwaya, Liyagawumirr, Marrangu e Djapu: 600 falantes
- Djampbarrpuyŋu, 2.760 falantes
- Gumatj, 240 falantes
- Gupapuyngu, 330 falantes
- Dhay'yi (Dayi) e Dhalwangu, 170 falantes

Os números são do censo de 2006.
Dhuwaya é uma variante de contato estigmatizada usada pela geração mais jovem em contextos informais e é a forma ensinada nas escolas, tendo substituído Gumatj por volta de 1990

## Fonologia
Consoantes
|                | Bilabial | Lamino-dental | Apico-alveolar | Lamino-palatal | Retroflexa apico-domal | Velar | Glotal |
| Lenis          | b        | dh            | d              | ɟ              | ɖ                      | g     |        |
| Fortis         | p        | th            | t              | c              | ʈ                      | k     | ʔ      |
| Nasal Oclusiva | m        | nh            | n              | ɲ              | ɳ                      | ŋ     |        |
| Semivogal      | w        |               | r              | y              | ɻ                      |       |        |
| Lateral        |          |               | l              |                | ɭ                      |       |        |

Vogais
|         | Anterior | Central | Posterior |
| ------- | -------- | ------- | --------- |
| Fechada | i, i:    |         | u, u:     |
| Aberta  |          | a, a:   |           |

A extensão da vogal é contrastante apenas quando na primeira sílaba.

## Ortografia
Provavelmente, todas as línguas australianas com falantes restantes tiveram uma ortografia desenvolvida para elas, em cada caso como o uso do alfabeto latino. Os sons não encontrados em inglês geralmente são representados por dígrafos ou mais raramente por diacríticos, como sublinhados ou símbolos extras, às vezes emprestados do IPA Alguns exemplos são mostrados na tabela a seguir.
| Língua                                               | Exemplo | Português                          | Tipo                                                                         |
| ---------------------------------------------------- | ------- | ---------------------------------- | ---------------------------------------------------------------------------- |
| Dialeto Pitjantjatjara - lingua do Deserto Ocidental | paṉa    | 'terra, sujeira, solo, território' | diacrítico (sublinhado) indica a nasal retroflexa ([ɳ])                      |
| Wajarri                                              | nhanha  | 'esse aqui'                        | dígrafo indicando o nasal dental, alveolar e pós-alveolar ([n̪])              |
| Línguas Yolŋu                                        | yolŋu   | 'pessoa, homem'                    | 'ŋ' representa a velar nasal (emprestado do International Phonetic Alphabet) |

## Amostra de texto
Mawuka dhuwal Dhuwa. Ga wiripu ŋayi yäku baṉbalarra, ḏuyŋa ga ḏuyŋambi. Barr'yundja ŋayi ŋuli nhanŋu wurrkiny' Miḏawarryu. Dhärra'-tharrany marrtji ŋayi ŋuli ḏiltjikurr, gaḏayka'mirriwurr ga wiripuny warraga'mirriwurr. Ga yuwalk bawalamirriŋur. Latju nhanŋu dhäkay, bäydhi ḏiku wo wiripuny bathanhamirr.
Português
Mawuka é um inhame de Dhuwa. Outros nomes são baṉbalarra, ḏuyŋa e ḏuyŋambi. Floresce perto do final da estação das chuvas. Cresce em matagais abertos dos eucaliptos de barro duro gaḏayka ', ou perto das palmeiras dos cycad, ou em qualquer lugar. O inhame tem uma raiz comestível grossa do tamanho de uma cenoura pequena que pode ser comida crua ou cozida.